# Acemya favilla
Acemya favilla là một loài ruồi trong họ Tachinidae.